# Božena Rélinková-Kösslerová
Božena Rélinková-Kösslerová, křtěná Božena Josefa Rosalie, (26. října 1888 Praha-Staré Město – 6. května 1945 Křivoklát) byla česká spisovatelka a žurnalistka.

## Životopis
Rodiče Boženy byli oddáni 23. 5. 1882. Otec Vácslav Kössler, usedlý měšťan pražský a hostinský, matka Josefa Kösslerová-Humlová ze Švabína (zemřela týden po porodu Boženy 2. 11. 1888). Bratr Boženy Miloš Václav Kössler se narodil 19. 6. 1884.
Manželem Boženy Kösslerové byl akademický malíř a spisovatel – antisemita a kolaborant Karel Rélink (3. 8. 1880–6. 5. 1945). Svatbu měli 24. dubna 1907 v Praze. Spolu měli dceru Renée, která se narodila 9. 2. 1908 v Paříži a zemřela roku 1927.
Božena byla spisovatelka, členka Spolku českých spisovatelů beletristů Máj a Syndikátu českých spisovatelů, přispívala do Ženských listů, Národní politiky, Národního středu, Nového večerníku, Hospodářských listů a Švandy dudáka. Měsíc po společné sebevraždě s manželem byla vyloučena pro kolaboraci s Němci ze spolku českých spisovatelů beletristů Máj.
V Praze XII bydlela na adrese Náměstí krále Jiřího 19

## Dílo

### Próza
- Pařížské humoresky – ilustroval Karel Rélink. Praha: Zemědělské knihkupectví Aloise Neuberta, 1919
- Pohádky z Francie – ilustroval Karel Rélink. Praha: Šolc a Šimáček, 1920
- O Palečkovi – ilustroval Karel Rélink. Praha: Nebeský a Beznoska,1931[5]